# Antagonist (Zahnmedizin)

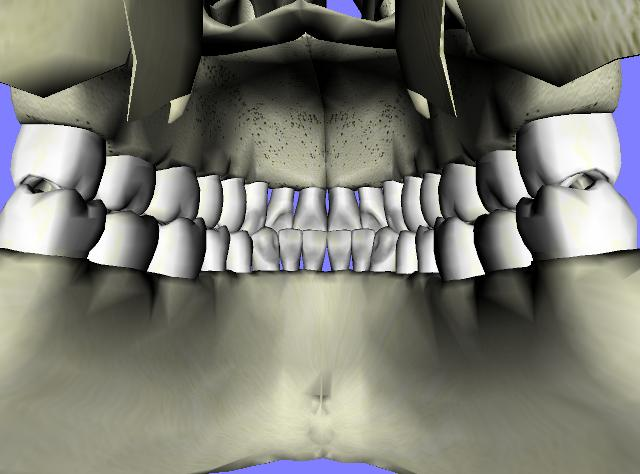
Zentrische Okklusion (Blick von dorsal [von hinten nach vorn] auf die Zahnreihen)

Ein Antagonist (Gegenspieler) ist in der Zahnmedizin der einem Zahn jeweils gegenüberliegende Zahn im Gegenkiefer.

## Beziehungen der Zähne zueinander
Der Antagonist eines Oberkieferzahnes liegt im Unterkiefer und umgekehrt. Bei einer Zahn-zu-Zahn-Verzahnung hat jeder Zahn nur einen Antagonisten. In einer Zahn-zu-zwei-Zahn-Beziehung hat jeder Zahn einen Haupt- und einen Nebenantagonisten. Als Hauptantagonist wird der Zahn bezeichnet, mit dem der jeweilige Zahn den großflächigsten Kontakt hat. Zum Beispiel ist der Zahn 36 der Hauptagonist des Zahnes 26. Im Oberkiefer befindet sich der Nebenantagonist mesial vom Hauptantagonisten und im Unterkiefer distal vom Hauptantagonisten.
Die Ausnahmen:
- der Zahn 31 & 41, dies sind die zwei mittleren Schneidezähne im Unterkiefer
- der Zahn 17 & 27  bzw. 18 und 28 (wenn die Weisheitszähne vorhanden sind). Dies sind die letzten Zähne im Oberkiefer.

## Schmerzen
Bei einem Frühkontakt zwischen zwei Antagonisten, zum Beispiel durch eine zu hohe Krone, kann die resultierende Überbelastung zu einer Zahnlockerung und Schmerzen an den betroffenen Zähnen führen. Durch die Beseitigung des Frühkontaktes durch Einschleifen ist Schmerzfreiheit zu erreichen und bestenfalls festigt sich der Zahn auch wieder.